# Тврда мождана опна
Тврда мождана опна (лат. dura mater) јесте једна од можданих опни, менинги, које штите мозак од механичких повреда и хемијских оштећења. Дебела мембрана направљена је од густог неправилног везивног ткива која окружује мозак и кичмену мождину. То је најудаљенији од три слоја мембране названих мождане опне које штите централни нервни систем. Друга два менингеална слоја су арахноидна опна и мека опна. Тврда окружује мозак и кичмену мождину. Потиче првенствено из популације ћелија нервног гребена, уз постнатални допринос параксијалног мезодерма.

## Структура
Дура матер има неколико функција и слојева. Дура матер је мембрана која обавија арахноидну опну. Окружује и подржава дуралне синусе (који се називају и дурални венски синуси, церебрални синуси или кранијални синуси) и носи крв из мозга ка срцу.
Дура матер лобање има два слоја названа ламеле, површински слој (који се такође назива периостални слој), који служи као унутрашњи периостеум лобање, назван ендокранијум и дубоки слој који се назива менингеални слој. 
Када покрива кичмену мождину, позната је као дурална врећа или текална врећа. За разлику од кранијалне дура матер, дура матер кичмене мождине има само један слој, познат као менингеални слој. Простор између ова два слоја познат је као епидурални простор.

## Галерија
- У кичми.
- У људском мозгу, означена под бројем 3.
- У кичми.